# Alexandre Bertrand (arkeolog)
Alexandre Louis Joseph Bertrand, född 11 juni 1820 och död 1902, var en fransk arkeolog. Han var son till fysikern Alexandre Jacques François Bertrand (1795-1831) och äldre bror till matematikern Joseph Louis François Bertrand (1822-1900).
Bertrand var direktör för museet i Saint-Germain och författade bland annat Études de mythologie et d'archéologie grecques (1858) samt La religion des Gaulois (1897) och var redaktör för Revue archéologique.